# Cabucala oblongo-ovata
Cabucala oblongo-ovata är en oleanderväxtart som beskrevs av Markgraf. Cabucala oblongo-ovata ingår i släktet Cabucala och familjen oleanderväxter. Inga underarter finns listade i Catalogue of Life.